# 197

197(백구십칠)은 196보다 크고 198보다 작은 자연수다.

## 수학
- 45번째 소수(素數)다. 앞의 소수는 193, 다음 소수는 쌍둥이 소수인 199다.
- 8번째 중심있는 칠각수다. 앞의 중심있는 칠각수는 148, 다음은 253이다.
- 피타고라스 삼조의 빗변의 길이이다. ({\displaystyle 28^{2}+195^{2}=197^{2}})[a]
- 37 이하의 모든 소수(素數)의 합이다.[b]
- {\displaystyle 197=17+19+23+29+31+37+41}
  - 연속하는 소수(素數) 7개의 합으로 나타낼 수 있으며, 이 성질을 지닌 앞의 수는 169, 다음 수는 223이다.
- {\displaystyle 197=1^{2}+14^{2}}
  - 연속하는 두 십사각수의 제곱합으로 나타낼 수 있는 가장 작은 수다. 이 성질을 지닌 다음 수는 1717이다.
- {\displaystyle 197=2^{2}+7^{2}+12^{2}}
  - 공차가 5인 세 자연수의 제곱합으로 나타낼 수 있는 수다. 이 성질을 지닌 앞의 수는 158, 다음 수는 242이다.
- {\displaystyle 14^{4}-1}은 197로 나누어떨어진다.

## 과학
- NGC 197: 고래자리 방향에 있는 렌즈형은하.

## 교통
- 일본 197번 국도(일본어판): 고치현 고치시에서 오이타현 오이타시까지 이어지는 일본의 국도.
- 현도 제197호선

## 군사
- U-197(영어판, 독일어판): 제2차 세계 대전에 사용된 나치 독일의 군용 잠수함.

## 문화유산
- 대한민국의 국보 제197호: 충주 청룡사지 보각국사탑
- 대한민국의 보물 제197호: 청양 읍내리 석조여래삼존입상
- 대한민국의 사적 제197호: 남양주 광릉

## 방송
- B tv의 EDU TV 채널 번호.
- B tv 케이블의 팍스경제TV 채널 번호.

## 기타
- 연도: 197년, 기원전 197년